# Ліси Вілламеттської долини
Ліси Вілламеттської долини або Дубові савани Вілламеттської долини (ідентифікатор WWF: NA0417) — неарктичний екорегіон помірних широколистяних та мішаних лісів, розташований на Північному Заході США.

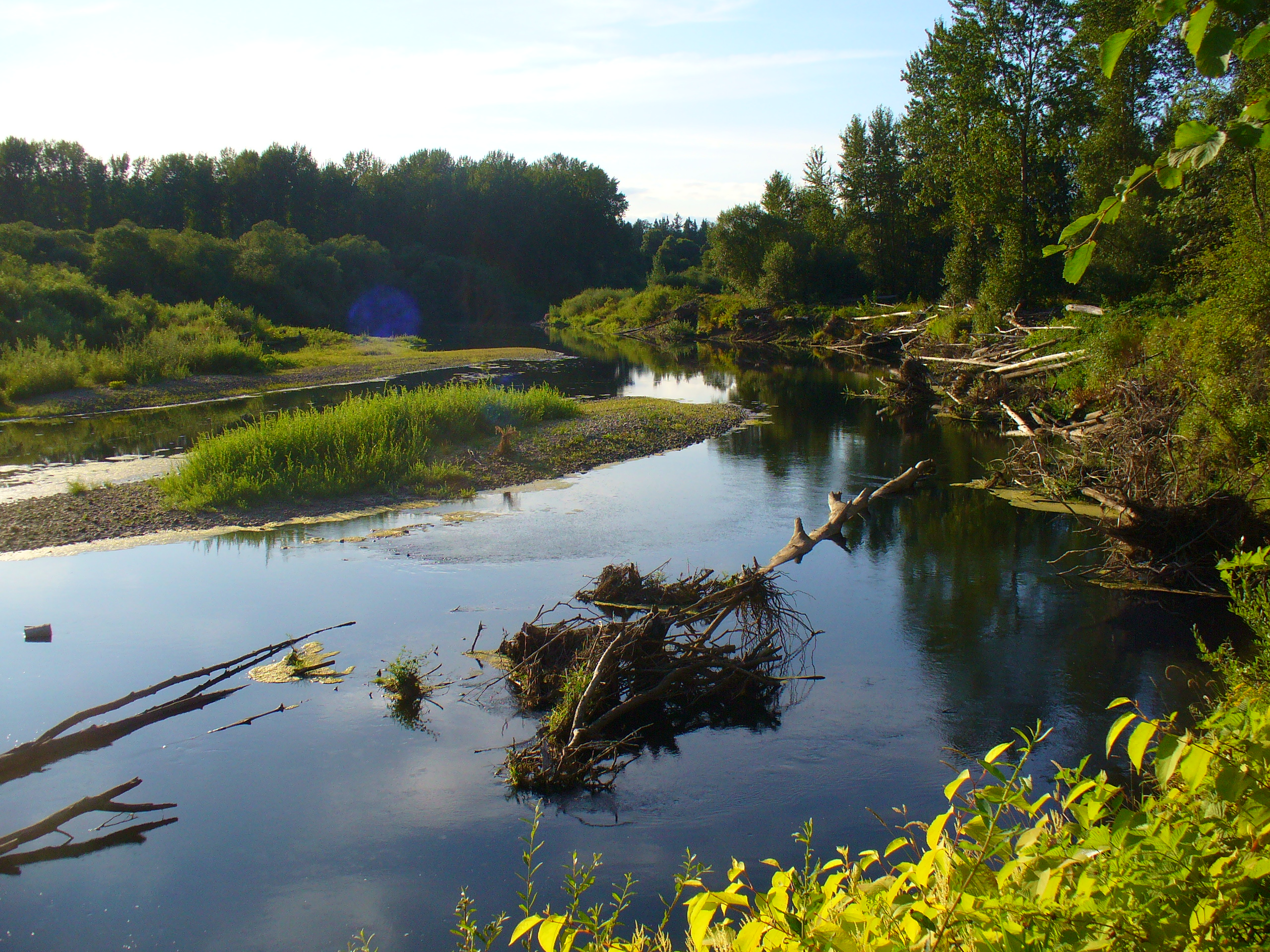
Річка Молалла у Державний парк річки Молалла

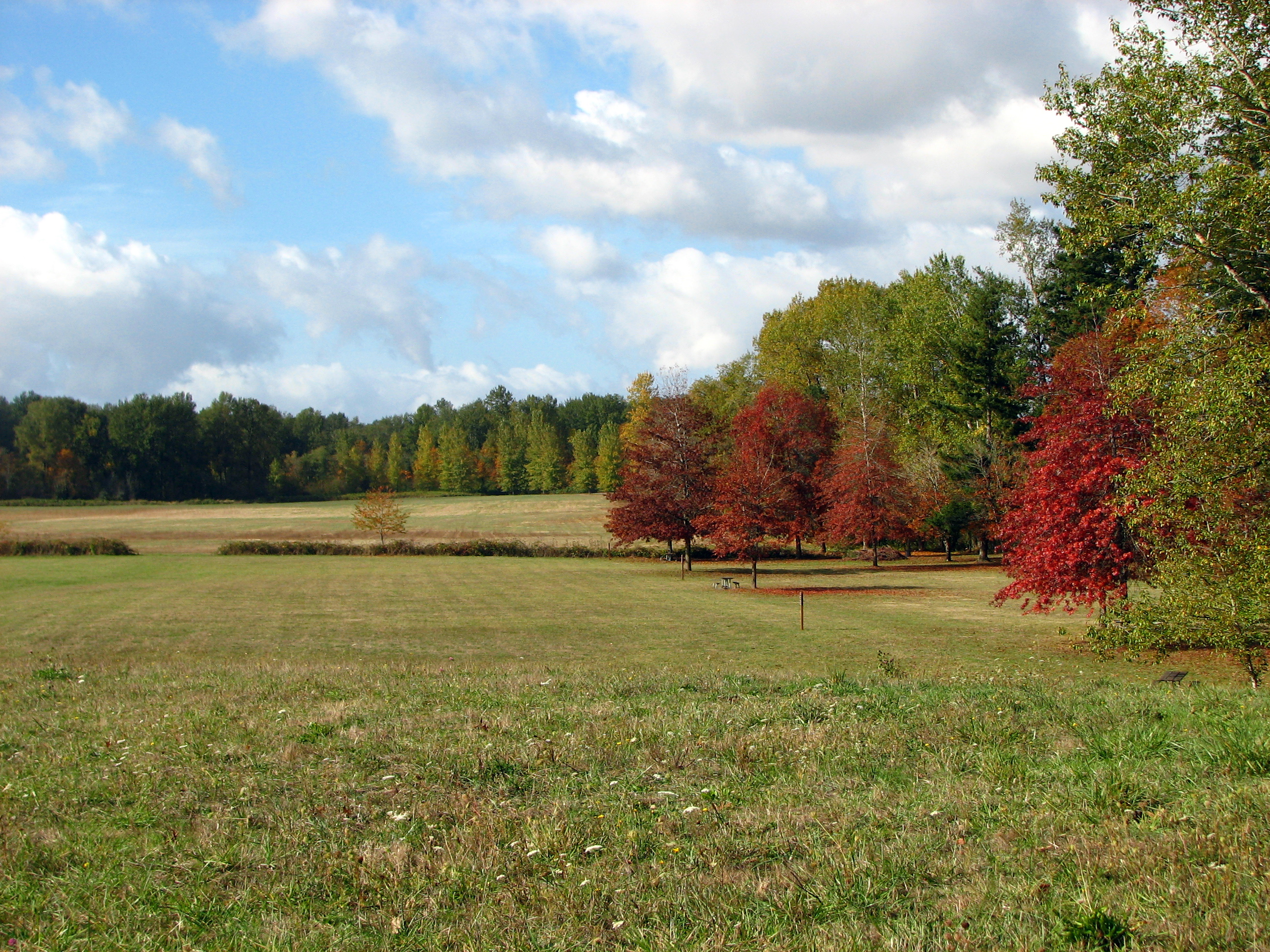
Державний парк річки Молалла навесні

## Географія
Екорегіон лісів Вілламеттської долини охоплює Вілламеттську долину, що простягається з півночі на південь на заході Орегону та на крайньому півдні Західного Вашингтону, річкові тераси та заплави річки Вілламетт, яка протікає по долині та впадає у річку Колумбія на півночі, а також навколишні передгір'я. З усіх боків долина оточена горами — Каскадними горами на сході, горами Орегонського Прибережного хребта на заході та горами Калапуя на півдні.
Тектонічна Вілламеттська долина утворилася приблизно 35 мільйонів років тому. Наприкінці останнього льодовикового періоду, 15-13 тисяч років тому, долина неодноразово (близько 40 разів) затоплювалася водами озера Еллісон, коли під час катастрофічних Міссульських повеней, спричинених проривом загат льодовикового озера Міссула, води озера рухалися вниз по долині Колумбії. Вони містили родючі вулканічні та льодовикові відклади, які осідали на дні долини, після того як вода спадала. У деяких частинах долини глибина ґрунтів становить майже 1 км.
В горах на заході екорегіон переходить у Центрально-Тихоокеанські прибережні ліси, на сході — у ліси Центральних та Південних Каскадних гір, а на півночі — у ліси Кламату та Сіскію. На півночі, в центральній частині Західного Вашингтону, екорегіон переходить у низинні ліси П'юджету.

## Клімат
В межах екорегіону переважає середземноморський клімат (Csb за класифікацією кліматів Кеппена), який характеризується теплим, сухим, сонячним літом та м'якою, вологою, хмарною зимою. Оскільки Вілламеттська долина лежить у дощовій тіні Орегонського Прибережного хребта, опадів тут випадає набагато менше, ніж у навколишніх горах — приблизно від 960 до 1520 мм. Сильні снігопади в регіоні трапляються рідко, за винятком передгір'їв Каскадних гір та Прибережного хребта, де взимку часто йде мокрий сніг. З півночі на південь клімат Вілламеттської долини поступово стає теплішим та сухішим.

## Флора
Історично рослинний покрив екорегіону був представлений мозаїкою дубових саван, прерій, водно-болотних угідь та прибережних широколистяних лісів. У саванах Вілламеттської долини домінували орегонські дуби (Quercus garryana), до яких на півдні регіону доєднувалися каліфорнійські чорні дуби (Quercus kelloggii). Іншими поширеними деревами в регіоні були американські суничники (Arbutus menziesii). У наземному ярусі були поширені здерев'янілі ліани тихоокеанського отруйного плюща (Toxicodendron diversilobum). На півдні долини, а також уздовж річок зростали вілламеттські жовті сосни (Pinus ponderosa var. willamettensis), каліфорнійські тополі (Populus trichocarpa) та верболози (Salix spp.), а у болотистих місцевостях в долині і передгір'ях — орегонські ясени (Fraxinus latifolia). У преріях регіону переважала каліфорнійська дантонія (Danthonia californica).
Луки та савани екорегіону підтримувалися частими пожежами, які навмисне розпалювалися місцевими індіанцями з народу калапуя, хоча невеликі луки, які, очевидно, не залежали від пожеж, також траплялися у екстремальних місцевостях — на кам'янистих, неглибоких ґрунтах, на орієнтованих на південь передгірських схилах та на ізольованих останцях. Грози та блискавки надзвичайно рідкісні в цьому екорегіоні, тому корінні американці, мабуть, значно розширили площі природних луків, використовуючи вогонь. Оскільки кілька рідкісних ендемічних видів залежать від цих луків, це являє собою рідкісний випадок, коли люди виступали як екологічний ключовий вид у найбільш позитивному сенсі.
Серед рідкісних та ендемічних рослин, що зростають на луках Вілламеттської долини, слід відзначити вілламеттську жеруху (Cardamine penduliflora), золоту кастіллею (Castilleja levisecta), павичеве цар-зілля (Delphinium pavonaceum), пустельну петрушку Бредшоу (Lomatium bradshawii), лучну сідальцею (Sidalcea campestris) та люпин Кінкейда (Lupinus sulphureus subsp. kincaidii). Останній вид є єдиною рослиною-господарем для личинок ендемічного блакитного метелика Фендера (Icaricia icarioides fenderi). Цей метелик тривалий час вважався вимерлим, поки у 1989 році він не був повторно відкритий.
Після колонізації регіону на початку XIX століття більшість прерій та саван регіону були знищені та перетворені на сільськогосподарські угіддя. В результаті боротьби з пожежами залишки дубових саван перетворилися у густі діброви, у яких окрім дубів, зростають також прибережні дуґласії (Pseudotsuga menziesii var. menziesii), велетенські ялиці (Abies grandis), американські суничники (Arbutus menziesii) та великолисті клени (Acer macrophyllum).

## Фауна
В межах екорегіону зустрічається 77 видів ссавців та близько 180 видів птахів. Серед поширених в екорегіоні ссавців слід відзначити чорнохвостого оленя (Odocoileus hemionus), білохвостого оленя (Odocoileus virginianus), вапіті Рузвельта (Cervus canadensis roosevelti), американського зайця (Lepus americanus), флоридського кролика (Sylvilagus floridanus), каліфорнійського кролика (Sylvilagus bachmani), гірську аплодонтію (Aplodontia rufa), бурундука Таунсенда (Tamias townsendii), західну сіру вивірку (Sciurus griseus), вивірку Дугласа (Tamiasciurus douglasii), літягу Гумбольдта (Glaucomys oregonensis), каліфорнійського ховраха (Otospermophilus beecheyi), пишнохвостого лісового хом'яка (Neotoma cinerea), тихоокеанську заподу (Zapus trinotatus), білоногу деревну полівку (Arborimus albipes), бродячу мідицю (Sorex vagrans) та американського землерийкового крота (Neurotrichus gibbsii). Віргінські опосуми (Didelphis virginiana) були інтродуковані в екорегіоні у XX столітті.
Серед великих хижаків, поширених в регіоні, слід відзначити барибала (Ursus americanus), північноамериканську пуму (Puma concolor couguar) та руду рись (Lynx rufus), а серед дрібніших хижих ссавців — койота (Canis latrans), звичайну лисицю (Vulpes vulpes), сіру лисицю (Urocyon cinereoargenteus), тихоокеанську куницю (Martes caurina), американського горностая (Mustela richardsonii), довгохвосту ласицю (Neogale frenata), смугастого скунса (Mephitis mephitis), західного плямистого скунса (Spilogale gracilis) та звичайного ракуна (Procyon lotor). На берегах річок зустрічаються канадські бобри (Castor canadensis), канадські видри (Lontra canadensis), річкові візони (Neogale vison) та болотяні ондатри (Ondatra zibethicus). Ендеміками екорегіону є бульбоїдні гоферчики (Thomomys bulbivorus) та сірохвості полівки (Microtus canicaudus).
Серед поширених в екорегіоні птахів слід відзначити американського орябка (Bonasa umbellus), каліфорнійську перепелицю (Callipepla californica), каліфорнійського голуба (Patagioenas fasciata), чорноволу гілу (Melanerpes formicivorus), червоноголового дятла-смоктуна (Sphyrapicus ruber), вогнистого колібрі-крихітку (Selasphorus rufus), рубіновоголову каліпту (Calypte anna), каліфорнійську сойку (Aphelocoma californica), чорноголову сизойку (Cyanocitta stelleri), американську тимелію (Chamaea fasciata), рудоспинну гаїчку (Poecile rufescens), зеленоспинного віреона (Vireo cassinii), фіолетову білозорку (Tachycineta thalassina), рудобрового квічаля (Ixoreus naevius), західного піві-малюка (Empidonax difficilis), рябогруду вівсянку (Passerella iliaca), жовтобрового кіпаля (Hesperiphona vespertina), плямистого тауї (Pipilo maculatus), чорнобрового бруанта (Zonotrichia atricapilla), малого чижа (Spinus psaltria) та жовтогузу пірангу (Piranga ludoviciana). Вілламеттська долина є основним місцем зимування рідкісних тьмяних канадських казарок (Branta canadensis occidentalis), що гніздяться на Алясці.

## Екорегіони IV рівня
У схемі екорегіонів Агенції з охорони довкілля США регіон Вілламеттської долини відомий як екорегіон III рівня «Вілламеттська долина». У межах екорегіону Вілламеттської долини виділяють чотири екорегіони рівня IV: Портлендсько-Ванкуверську западину, галерейні ліси річки Вілламетт та її приток, прерієві тераси та передгір'я Вілламеттської долини.

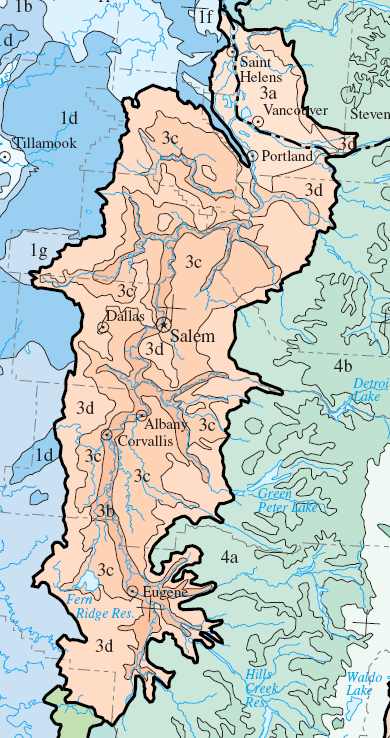
Мапа екорегіонів IV рівня

### Портлендсько-Ванкуверська западина (3a)
Портелендсько-Ванкуверська западина, названа на честь міст, розташованих в цьому регіоні, — це геологічна западина, що лежить біля підніжжя брилових Портлендських гір. Тут розташоване місце злиття річки Колумбія та її найбільшої притоки — річки Вілламетт. Портлендська западина заповнена піщаними та гравійними відкладами, відкладеними під час плейстоценових Міссулських повеней. Висота регіону коливається від 0 до 200 м над рівнем моря. На клімат регіону впливають морські повітряні маси, але іноді східні вітри з Колумбійського каньйону приносять континентальні екстремальні температури.
Історично у Портлендській западині переважали гаї орегонських дубів (Quercus garryana) та прибережних дуґласій (Pseudotsuga menziesii var. menziesii), що росли на височинах, гаї каліфорнійських тополь (Populus trichocarpa), що росли на берегах річок та на річкових островах, прибережні широколистяні ліси, у яких переважали орегонські ясени (Fraxinus latifolia), червоні вільхи (Alnus rubra) та велетенські туї (Thuja plicata), а також відкриті прерії, у яких зростали каліфорнійські дантонії (Danthonia californica), дернисті щучники (Deschampsia cespitosa), а також різні види камассій (Camassia spp.), костриць (Festuca spp.) та осок (Cyperaceae). Савани та прерії регіону підтримувалися регулярними пожежами, які розпалювалися індіанцями.
Численні водно-болотні угіддя, стариці та ставки все ще зустрічаються у Портлендській западині, але наразі в регіоні переважає міська та приміська забудова, пасовища, орні землі та плантації деревини. Загалом регіон охоплює 790 км² у Вашингтоні та 697 км² в Орегоні, зокрема північні та східні передмістя агломерації Портленда. Тут розташовані кілька Національних природних заповідників, що входять до Комплексу національних природних заповідників Ріджфілд.

### Галерейні ліси річки Вілламетт та її приток (3b)
Регіон галерейних лісів Вілламетту охоплює звивисті річкові русла, стариці та меандрові гриви, розташовані у широких заплавах річки Вілламетт та її приток. Висота регіону коливається від 12 до 150 м над рівнем моря. Будівництво протипаводкових дамб у верхній частині басейну Вілламетту зменшили частоту та масштаб повеней, а також призвели до скорочення популяції ендемічних орегонських головнів (Oregonichthys crameri).
Історично на родючих алювіальних ґрунтах регіону росли прибережні галерейні ліси, у яких переважали орегонські ясени (Fraxinus latifolia), каліфорнійські тополі (Populus trichocarpa), червоні вільхи (Alnus rubra) та великолисті клени (Acer macrophyllum). Наразі більшість заплавних лісів знищені та перетворені на сільськогосподарські угіддя та поселення.
Регіон охоплює 1748 км² Орегону. Він простягається вузькою смугою (до 8 км завширшки) вздовж долини Вілламетту та долин його найбільших приток — річок Маккензі, Лонг-Том, Сантіам, Ямгілл, Молалла, Клакамас та Туалатін. Природоохоронні території включають Національний природний заповідник імені Вільяма Л. Фінлі та Національний природний заповідник річки Туалатін.

### Прерієві тераси (3c)
Регіон прерієвих терас включає річкові тераси Вілламетту, розташовані вище за течією, ніж Портлендська западина. Через його територію протікають повільні звивисті водні потоки. Висота регіону коливається від 50 до 150 м над рівнем моря.
Широкі річкові тераси регіону історично підтримували дубові савани та прерії, у яких росли орегонські дуби (Quercus garryana) та трав'янисті рослини. На більш вологих ділянках переважали ліси, основу яких становили орегонські ясени (Fraxinus latifolia), прибережні дуґласії (Pseudotsuga menziesii var. menziesii), великолисті клени (Acer macrophyllum) та каліфорнійські тополі (Populus trichocarpa). В їх підліску переважали кущі рогатої ліщини (Corylus cornuta) та індіанської сливи (Oemleria cerasiformis) та здерев'янілі ліани тихоокеанського отруйного плюща (Toxicodendron diversilobum). На півдні в лісах також зустрічалися жовті сосни (Pinus ponderosa).
Наразі в регіоні збереглися лише реліктові залишки прерій. Погано дреновані ґрунти, основу яких складають льодовиково-озерні відклади, екстенсивно використовуються у сільському господарстві. Історично в регіоні зустрічалися численні сезонні водно-болотні угіддя та ставки, але багато річок наразі регулюються, а водно-болотні угіддя були рекультивовані під посіви зернових. На додачу до сільського господарства, регіон прерієвих терас зазнав основного тягаря міської та приміської забудови вздовж міжштатної автомагістралі 5. Регіон охоплює 5105 км² Орегону. Він включає Національні природні заповідники Баскетт-Слау та Анкені.

### Передгір'я Вілламеттської долини (3d)
Регіон передгір'їв Вілламеттської долини є перехідною зоною між сільськогосподарською Вілламеттською долиною та Каскадними горами і горами Орегонського Прибережного хребта, вкритими густими лісами. Він включає горбисті передгір'я із середнім ухилом, звивисті річки, що стікають по них, а також кілька невисоких гір, що піднімаються на висоту приблизно до 460 м над рівнем моря. У регіоні випадає менше опадів, ніж у навколишніх горах, що призводить до чіткої різниці у структурі рослинності. Східні передгір'я більш вологі, ніж ті, що лежать на захід від долини, на підвітряній стороні Прибережного хребта.
Історично у більш сухих частинах передгір'їв переважали савани, основу яких складали орегонські дуби (Quercus garryana) і американські суничники (Arbutus menziesii), та прерії, у яких переважали каліфорнійські дантонії (Danthonia californica), сизі пирійники (Elymus glaucus), різні види кластер-лілій (Brodiaea spp.) і костриць (Festuca spp.) та інші трави, а у вологих частинах — ліси, у яких домінували прибережні дуґласії (Pseudotsuga menziesii var. menziesii), а в підліску яких росли західні багаторядники (Polystichum munitum) та кущі різноцвітого голодискуса (Holodiscus discolor), голоплідної шипшини (Rosa gymnocarpa), рогатої ліщини (Corylus cornuta) та ведмежої ожини (Rubus ursinus). 
Наразі у передгір'ях Вілламеттської долини переважають сільські поселення, пасовища, лісові насадження, виноградники, плантації різдвяних ялинок та фруктові сади. Це найбільший із субрегіонів екорегіону, який охоплює 6255 км² в Орегоні та 290 км² у Вашингтоні.

## Збереження
Колонізація Вілламеттської долини почалася доволі рано, як для заходу Північної Америки — вже у першій половині XIX століття, особливо після виникнення Орегонського шляху у 1840-х роках. Вона призвела до знищення корінного населення, припинення регулярних пожеж та масштабного перетворення місцевих прерій та саван на сільськогосподарські угіддя.
Наразі Вілламеттська долина є найбільш густонаселеним регіоном Орегону. Тут проживає більше 70 % населення штату та розташовані п'ять його найбільших міст — Портленд, Юджин, Сейлем, Грешем та Гіллсборо, а також місто Ванкувер у штаті Вашингтон. Менше 2 % природного рослинного покриву регіону залишається незайманим. Прерій в регіоні практично не залишилося, а савани перетворилися на ліси. Залишки природної рослинності значно фрагментовані, а їх деградація продовжує залишатися серйозною проблемою.
Оцінка 2017 року показала, що 190 км², або 1 % екорегіону, є заповідними територіями. Природоохоронні території включають: Національний природний заповідник Ріджфілд, Національний природний заповідник імені Вільяма Л. Фінлі, Національний природний заповідник річки Туалатін, Національний природний заповідник Баскетт-Слау, Національний природний заповідник Анкені, Державний парк Вілламеттської місії, Державний парк річки Молалла та Державний ліс Яколт-Берн.